# Schönberg (Cunewalde)
Schönberg, auch Schönberg am Herrnsberg genannt, ist ein Ortsteil der Gemeinde Cunewalde in Sachsen mit etwa 200 Einwohnern.

## Geographie
Das Dorf liegt am östlichen Fuß des 402,2 m hohen Herrnsberges an der Kreisstraße K 7239 von Cunewalde nach Pielitz. Nördlich erhebt sich der 514 m hohe Döhlener Berg, im Nordosten der 555,7 m hohe Czorneboh. Südöstlich schließt sich Frühlingsberg an Schönberg an.
Schönberg ist von zahlreichen Steinbrüchen umgeben, die die rege Steinbruchindustrie belegen. 1895 gab es bereits 15 größere Abbaustellen auf der Pielitzhöhe (Steinbruch „Rogg & Co.“, bis 1979 in Betrieb, Sohlentiefe von 68 m), dem Herrnsberg (Steinbruch „Märchensee“) und am Hromadnik (Steinbruch „Hölle“). Der Beruf des Steinmetzes war damals sehr stark im Ort vertreten. So wurden die ursprünglich einstöckigen Gebäude aus Granitbruchstein auf dem Frühlingsberg Steinbrechersiedlung genannt.

## Geschichte
Die erste Erwähnung von Schönberg erfolgte im Jahr 1317, als Hercelinus de Cunewalde seinen Anteil an Cunewalde zusammen mit Schönberg an das Domstift Sankt Petri in Bautzen verkaufte. Von diesem erwarb 1547 der Besitzer des Rittergutes Weigsdorf, Peter von Kopperitz, Schönberg. Offenbar war die Zugehörigkeit von Schönberg zum Rittergut Weigsdorf nicht von langer Dauer. Um 1622 kaufte der Hofrat Felix von Rüdinger auf Weigsdorf „Schumbergk“ dem Domstift erneut für 3.180 meißnische Gulden ab.
1839 entstand die politische Gemeinde Schönberg, die zu dieser Zeit 469 Einwohner hatte. Im Jahre 1976 wurde Schönberg nach Cunewalde eingemeindet.